# Bouillancy
Bouillancy est une commune française située dans le département de l'Oise, en région Hauts-de-France.

## Géographie

### Localisation
Bouillancy est un village périurbain  du Valois (région)/Multien situé au sud du département de l'Oise, presque limitrophe de la Seine et Marne, à environ 60 km au nord-est de Paris et environ 30 km au Sud-est de Senlis, aisément accessible depuis les grands axes routiers franciliens que sont la RN 2 et la RN 330.

### Communes limitrophes
Les communes limitrophes sont  Acy-en-Multien, Betz, Brégy, Chèvreville, Réez-Fosse-Martin et Villers-Saint-Genest.
|             | Villers-Saint-Genest | Betz              |
| Chèvreville | Bouillancy           | Acy-en-Multien    |
| Brégy       |                      | Réez-Fosse-Martin |

### Géologie et relief
Le territoire de la commune de Bouillancy est une plaine coupée par un vallon, celui de la Gergogne. Le gros du village occupe le haut de la côte sud-ouest et l'autre partie est située dans le vallon. De cette situation est venue chez les habitants la distinction entre le haut Bouillancy et le bas Bouillancy.
En tête de vallon, on trouve le hameau de Gueux où la Gergogne prend sa source. Puis en suivant la Gergogne, se trouve la ferme du château de Poix  où se situait l'ancien château. Ensuite on traverse le pressoir et le bas Bouillancy pour se trouver face à la majestueuse église Saint-Pierre-et Saint-Paul.

### Hydrographie

#### Réseau hydrographique
La commune est située dans le bassin Seine-Normandie. Elle est drainée par la Gergogne,.
La Gergogne, d'une longueur de 12 km, prend sa source dans la commune  au hameau de Gueux, situé en tête de vallon à 100 m d'altitude, s'écoule vers le sud-est en passant devant la ferme du Château de Poix, le hameau du Pressoir puis celui du Bas Bouillancy où son altitude est de 93 m. Autour de lui se trouvent des zones humides et un étang. Il se jette  dans l'Ourcq à May-en-Multien, après avoir traversé six communes.

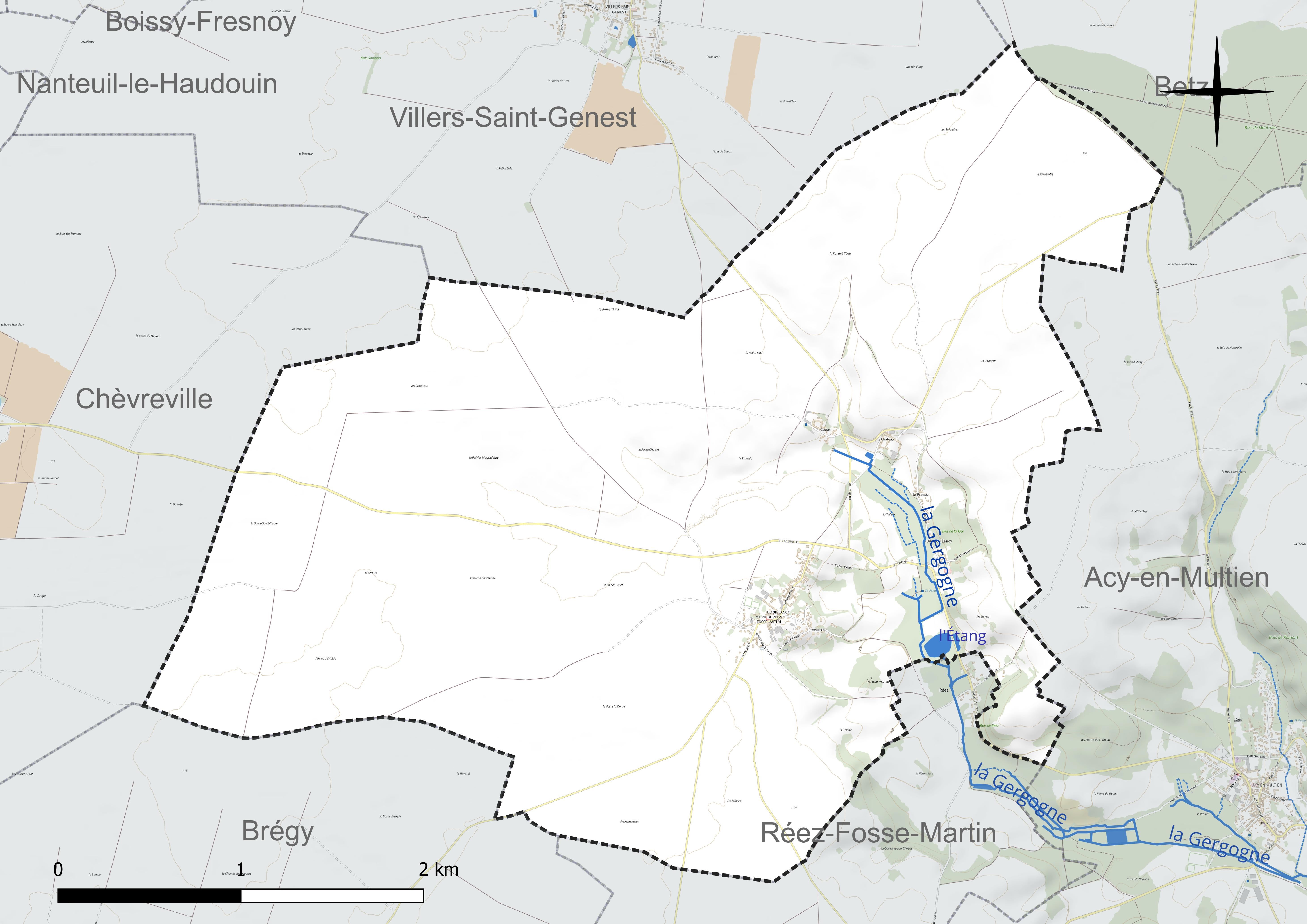
Réseau hydrographique de Bouillancy.

Un plan d'eau complète le réseau hydrographique : l'étang, d'une superficie totale de 1,5 ha (1,5 ha sur la commune),.

#### Gestion et qualité des eaux
Le territoire communal est couvert par le schéma d'aménagement et de gestion des eaux (SAGE) « Sensée ». Ce document de planification concerne un territoire de 1 110 km2 de superficie, délimité par le bassin versant de la Marne. Le périmètre a été arrêté le 30 novembre 2022 et le SAGE proprement dit est, en 2024, en cours d'élaboration. La structure porteuse de l'élaboration et de la mise en œuvre est le syndicat intercommunal d'assainissement de Marne-la-Vallée (SIAM).
La qualité des cours d'eau peut être consultée sur un site dédié géré par les agences de l'eau et l'Agence française pour la biodiversité.

### Climat
Pour des articles plus généraux, voir Climat des Hauts-de-France et Climat de l'Oise.
En 2010, le climat de la commune est de type climat océanique dégradé des plaines du Centre et du Nord, selon une étude du CNRS s'appuyant sur une série de données couvrant la période 1971-2000. En 2020, Météo-France publie une typologie des climats de la France métropolitaine dans laquelle la commune est exposée à un climat océanique altéré et est dans la région climatique Nord-est du bassin Parisien, caractérisée par un ensoleillement médiocre, une pluviométrie moyenne régulièrement répartie au cours de l'année et un hiver froid (3 °C).
Pour la période 1971-2000, la température annuelle moyenne est de 10,9 °C, avec une amplitude thermique annuelle de 15 °C. Le cumul annuel moyen de précipitations est de 735 mm, avec 11,3 jours de précipitations en janvier et 8,3 jours en juillet. Pour la période 1991-2020, la température moyenne annuelle observée sur la station météorologique la plus proche, située sur la commune du Plessis-Belleville à 12 km à vol d'oiseau, est de 11,4 °C et le cumul annuel moyen de précipitations est de 661,7 mm,. Pour l'avenir, les paramètres climatiques de la commune estimés pour 2050 selon différents scénarios d'émission de gaz à effet de serre sont consultables sur un site dédié publié par Météo-France en novembre 2022.

### Milieux naturels et biodiversité
La commune est concernée par la Zone naturelle d'intérêt écologique, faunistique et floristique (ZNIEFF de type 1) de la Haute-vallée de la Gergogne.
Plusieurs milieux de cette ZNIEFF sont  d'un grand intérêt, car rares et menacés en Europe, et relèvent de la Directive habitats de l'Union Européenne :
- la chênaie-charmaie acidocline du Lonicero periclymeni-Quercetum petraeae (type subatlantique méridional) ;
- la chênaie-charmaie à Jacinthe du Hyacinthoido non-scriptae-Fagetum sylvaticae (type subatlantique méridional à Tilia cordata) ;
- la chênaie-hêtraie du Fago sylvaticae-Quercetum petraeae (type subatlantique méridional) ;
- la chênaie-bétulaie acidophile à Callune (Querco roboris-Betuletum pubescentis), qui recolonise les anciennes landes sèches à Callune (Erico cinerae-Callunetum vulgaris).

Ces habitats d'intérêt européen, ainsi que les milieux connexes intéressants à l'échelle tant nationale que régionale, abritent plusieurs espèces végétales et animales remarquables.
On y remarque la présence de : 
- martins-pêcheurs (Alcedo atthis),
- truites fario (Salmo trutta) etsles espèces accompagnatrices, le chabot (Cobitis taenia) et la loche franche (Nemacheilus barbatulus)[13]

## Urbanisme

### Typologie
Au 1er janvier 2024, Bouillancy est catégorisée commune rurale à habitat dispersé, selon la nouvelle grille communale de densité à sept niveaux définie par l'Insee en 2022.
Elle est située hors unité urbaine. Par ailleurs la commune fait partie de l'aire d'attraction de Paris, dont elle est une commune de la couronne,.

### Occupation des sols

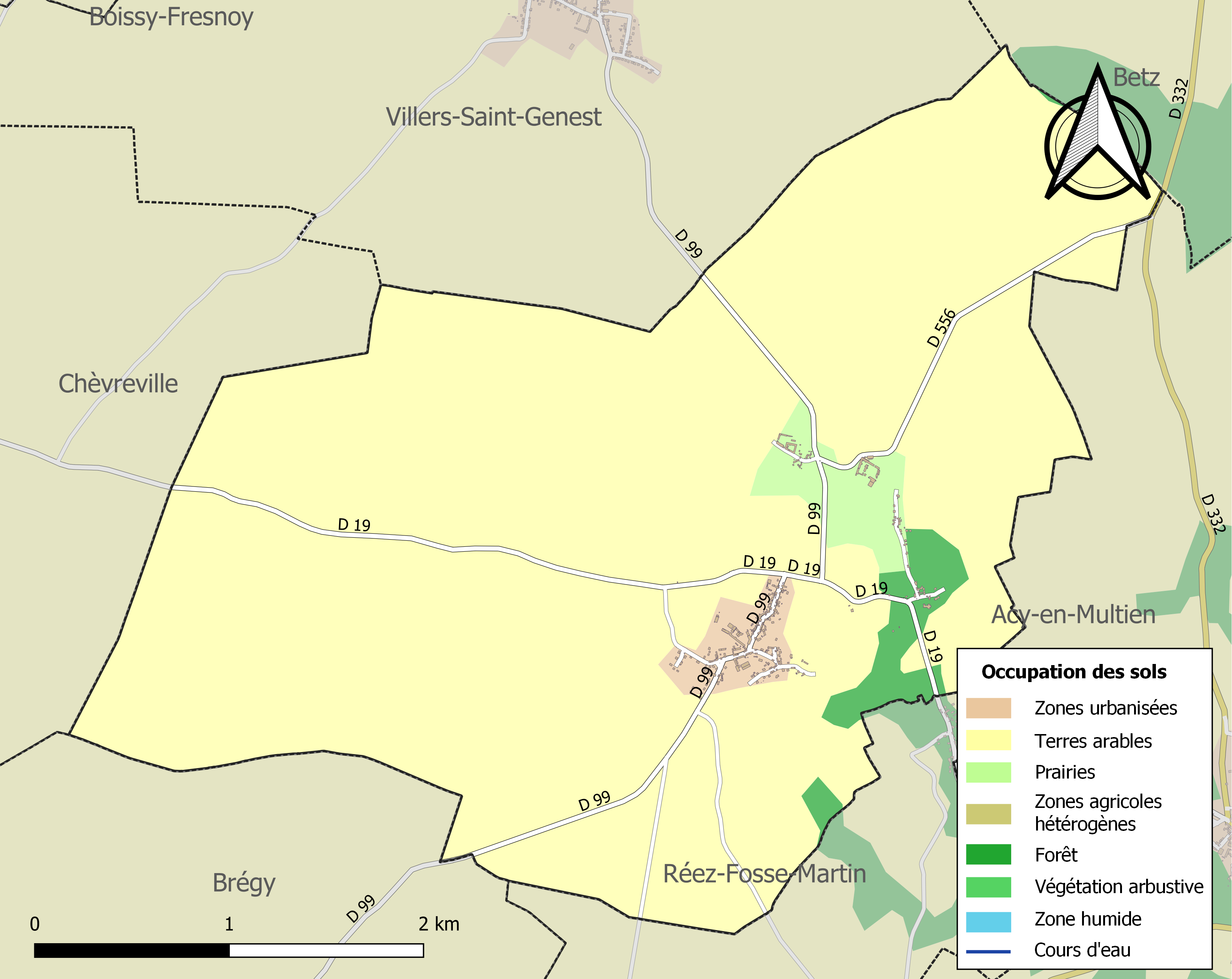
Carte des infrastructures et de l'occupation des sols de la commune en 2018 (CLC).

L'occupation des sols de la commune, telle qu'elle ressort de la base de données européenne d'occupation biophysique des sols Corine Land Cover (CLC), est marquée par l'importance des territoires agricoles (95,3 % en 2018), une proportion identique à celle de 1990 (95,3 %). La répartition détaillée en 2018 est la suivante : 
terres arables (92,8 %), forêts (2,9 %), prairies (2,5 %), zones urbanisées (1,8 %). L'évolution de l'occupation des sols de la commune et de ses infrastructures peut être observée sur les différentes représentations cartographiques du territoire : la carte de Cassini (XVIIIe siècle), la carte d'état-major (1820-1866) et les cartes ou photos aériennes de l'IGN pour la période actuelle (1950 à aujourd'hui).

### Habitat et logement
En 2018, le nombre total de logements dans la commune était de 168, alors qu'il était de 156 en 2013 et de 165 en 2008.
Parmi ces logements, 90 % étaient des résidences principales, 2,8 % des résidences secondaires et 7,1 % des logements vacants. Ces logements étaient pour 94,8 % d'entre eux des maisons individuelles et pour 5,2 % des appartements.
Le tableau ci-dessous présente la typologie des logements à Bouillancy en 2018 en comparaison avec celle de l'Oise et de la France entière. Une caractéristique marquante du parc de logements est ainsi une proportion de résidences secondaires et logements occasionnels (2,8 %) supérieure à celle du département (2,5 %) mais inférieure à celle de la France entière (9,7 %). Concernant le statut d'occupation de ces logements, 88,2 % des habitants de la commune sont propriétaires de leur logement (87,8 % en 2013), contre 61,4 % pour l'Oise et 57,5 pour la France entière.
| Typologie                                               | Bouillancy | Oise | France entière |
| ------------------------------------------------------- | ---------- | ---- | -------------- |
| Résidences principales (en %)                           | 90         | 90,4 | 82,1           |
| Résidences secondaires et logements occasionnels (en %) | 2,8        | 2,5  | 9,7            |
| Logements vacants (en %)                                | 7,1        | 7,1  | 8,2            |

### Planification de l'aménagement
La commune s'est dotée en 2020 d'un plan local d'urbanisme.

### Voies de communication et transports
La station de chemin de fer la plus proche est la gare de Nanteuil-le-Haudouin desservie par des trains TER Hauts-de-France, qui effectuent des missions entre les gares de Paris-Nord et de Laon. C'est également une gare du réseau Transilien desservie par Transilien Paris-Nord (ligne K).
La commune est desservie, en 2023, par les lignes 6432 et 6496 du réseau interurbain de l'Oise.

## Toponymie
Le nom de la localité est attesté sous les formes Boullennacum et Boullenciacus (vers 850) ; Boullenci (1280) ; Bollency (1340-1370) ; Boillency (1340-1370) ; Boillenci (1443) ; Boulancy (1560) ; Boullency (1443) ; Boulancy (1560) ; Bouillancy le Plessis ; Haut Bouillancy (ou Plessis d'en Haut) ; Bouillancy (1840).

## Histoire

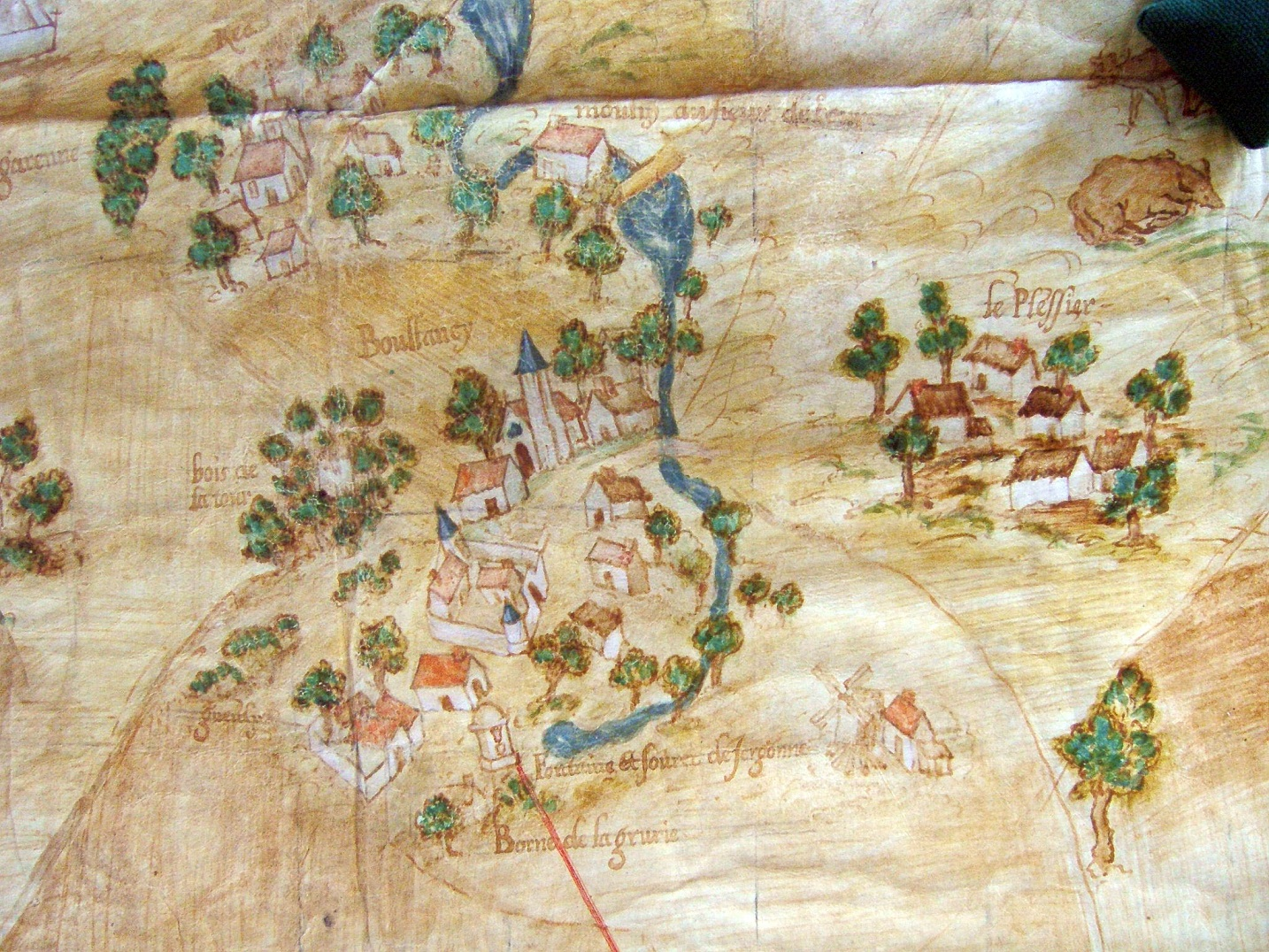
Bouillancy en 1609
Extrait du plan de la gruerie de Nanteuil-le-Haudoin.

### Ancien Régime
Louis Graves indique que « ce lieu dépendait au onzième siècle du comté de Crépy. Il fut compris. parmi ceux qui constituèrent avec Betz et Nanteuil-le-Haudouin , vers 1030, la part laissée par Raoul Il à Thibaud Ier, son deuxième fils »
Les vestiges d'un souterrain, aujourd'hui condamné, qui allait de l'église d'Acy-en-Multien au château de Poix en passant par les Pierres du Château ont été relevés.

### Époque contemporaine
En 1851, on note dans la commune la présence de carrières ou marnières, un moulin à vent ainsi qu'une une tuilerie. À cette époque, la population vit de l'agriculture
Durant la Première Guerre mondiale, Bouillancy a été le théâtre de violents combats dans le cadre de la bataille de l'Ourcq, au cours desquels s'illustra notamment le 4e régiment d'infanterie. Il combattit victorieusement les Allemands les 6 et 7 septembre 1914, au prix de lourdes pertes.
Le 2 octobre 1944, un missile balistique V2 s'écrase sur Bouillancy.

## Politique et administration

### Rattachements administratifs et électoraux
La commune se trouve dans l'arrondissement de Senlis du département de l'Oise. Pour l'élection des députés, elle fait partie depuis 1988 de la quatrième circonscription de l'Oise.
Elle faisait partie depuis 1802 du canton de Betz. Dans le cadre du redécoupage cantonal de 2014 en France, Bouillancy est désormais rattachée au canton de Nanteuil-le-Haudouin.

### Intercommunalité
Bouillancy est membre de la communauté de communes du Pays de Valois un établissement public de coopération intercommunale (EPCI) à fiscalité propre créé en 1996et auquel la commune avait transféré un certain nombre de ses compétences, dans les conditions déterminées par le code général des collectivités territoriales.

### Liste des maires
| Période                                  | Période                       | Identité             | Étiquette | Qualité                                                                                   |
| ---------------------------------------- | ----------------------------- | -------------------- | --------- | ----------------------------------------------------------------------------------------- |
| Les données manquantes sont à compléter. |                               |                      |           |                                                                                           |
| 1808                                     | septembre 1839                | Bernard Courtier     |           | Propriétaire, cultivateur                                                                 |
| 1842                                     |                               | Charlemagne Courtier |           | Cultivateur                                                                               |
| 1845                                     |                               | Bon Courtier         |           | Cultivateur Fils de Bernard Courtier                                                      |
| Les données manquantes sont à compléter. |                               |                      |           |                                                                                           |
| mars 1977                                | 2008                          | Denis Proffit        | DVD       | Agriculteur                                                                               |
| 2008                                     | 2014                          | Philippe de Waal     |           | Agriculteur Président de la Caisse régionale de Crédit Agricole Brie Picardie (2015 → ? ) |
| 2014                                     | avril 2018                    | Franck Vallée        |           | Chef avion Démissionnaire                                                                 |
| juin 2018                                | En cours (au 2 décembre 2020) | Yann Delobelle       |           | Réélu pour le mandat 2020-2026                                                            |

## Équipements et services publics

### Eau et déchets
L'adduction  d'eau est assurée sous l'autorité de la commune par la Saur dans le cadre d'un contrat s'achevant en 2023, au moyen d'un captage sur la Gergogne installé en 1927 dont la capacité de production est de 9 m3/h).
La consommation s'est élevée à 16 529 m3 en 2017.
L'assainissement des eaux usées est réalisé par des dispositifs individuels.

### Enseignement
Les enfants de la commune sont scolarisés avec ceux de Réez-Fosse-Martin et de  Villers-Saint-Genest au sein du  regroupement pédagogique concentré (RPI) Simone-Weil, implanté à Villers-Saint-Genest  et réalisé en 2023  pour un coût de 2,6 millions d'euros hors taxes, subventionné à un peu moins de 70 % par le département, la région, l'État et la CAF, en réutilisant  un bâtiment de 1956 réhabilité en 2010. L'équipement accueille à son ouverture une centaine d'élèves, dont une trentaine de maternelle, et est doté d'un accueil périscolaire et d'une cantine intégrés

## Population et société

### Démographie

#### Évolution démographique
L'évolution du nombre d'habitants est connue à travers les recensements de la population effectués dans la commune depuis 1793. Pour les communes de moins de 10 000 habitants, une enquête de recensement portant sur toute la population est réalisée tous les cinq ans, les populations de référence des années intermédiaires étant quant à elles estimées par interpolation ou extrapolation. Pour la commune, le premier recensement exhaustif entrant dans le cadre du nouveau dispositif a été réalisé en 2005.

En 2022, la commune comptait 425 habitants, en évolution de +11,26 % par rapport à 2016 (Oise : +0,87 %, France hors Mayotte : +2,11 %).
| 1793 | 1800 | 1806 | 1821 | 1831 | 1836 | 1841 | 1846 | 1851 |
| ---- | ---- | ---- | ---- | ---- | ---- | ---- | ---- | ---- |
| 453  | 467  | 475  | 455  | 457  | 457  | 434  | 451  | 429  |

| 1856 | 1861 | 1866 | 1872 | 1876 | 1881 | 1886 | 1891 | 1896 |
| ---- | ---- | ---- | ---- | ---- | ---- | ---- | ---- | ---- |
| 447  | 390  | 374  | 356  | 367  | 356  | 403  | 351  | 347  |

| 1901 | 1906 | 1911 | 1921 | 1926 | 1931 | 1936 | 1946 | 1954 |
| ---- | ---- | ---- | ---- | ---- | ---- | ---- | ---- | ---- |
| 304  | 318  | 319  | 326  | 365  | 360  | 321  | 388  | 331  |

| 1962 | 1968 | 1975 | 1982 | 1990 | 1999 | 2005 | 2006 | 2010 |
| ---- | ---- | ---- | ---- | ---- | ---- | ---- | ---- | ---- |
| 330  | 275  | 229  | 279  | 354  | 360  | 384  | 383  | 379  |

| 2015 | 2020 | 2022 | - | - | - | - | - | - |
| ---- | ---- | ---- | - | - | - | - | - | - |
| 379  | 420  | 425  | - | - | - | - | - | - |

#### Pyramide des âges
La population de la commune est relativement jeune.
En 2018, le taux de personnes d'un âge inférieur à 30 ans s'élève à 37,6 %, soit au-dessus de la moyenne départementale (37,3 %). À l'inverse, le taux de personnes d'âge supérieur à 60 ans est de 22,4 % la même année, alors qu'il est de 22,8 % au niveau départemental.
En 2018, la commune comptait 207 hommes pour 178 femmes, soit un taux de 53,77 % d'hommes, largement supérieur au taux départemental (48,89 %).
Les pyramides des âges de la commune et du département s'établissent comme suit.
| Hommes | Classe d’âge | Femmes |
| ------ | ------------ | ------ |
| 0,0    | 90 ou +      | 0,6    |
| 2,9    | 75-89 ans    | 5,1    |
| 17,0   | 60-74 ans    | 19,7   |
| 19,8   | 45-59 ans    | 20,2   |
| 19,7   | 30-44 ans    | 20,6   |
| 21,1   | 15-29 ans    | 13,9   |
| 19,6   | 0-14 ans     | 20,0   |

| Hommes | Classe d’âge | Femmes |
| ------ | ------------ | ------ |
| 0,5    | 90 ou +      | 1,4    |
| 5,5    | 75-89 ans    | 7,6    |
| 15,6   | 60-74 ans    | 16,3   |
| 20,8   | 45-59 ans    | 20     |
| 19,4   | 30-44 ans    | 19,4   |
| 17,6   | 15-29 ans    | 16,2   |
| 20,6   | 0-14 ans     | 19,1   |

## Culture locale et patrimoine

### Lieux et monuments

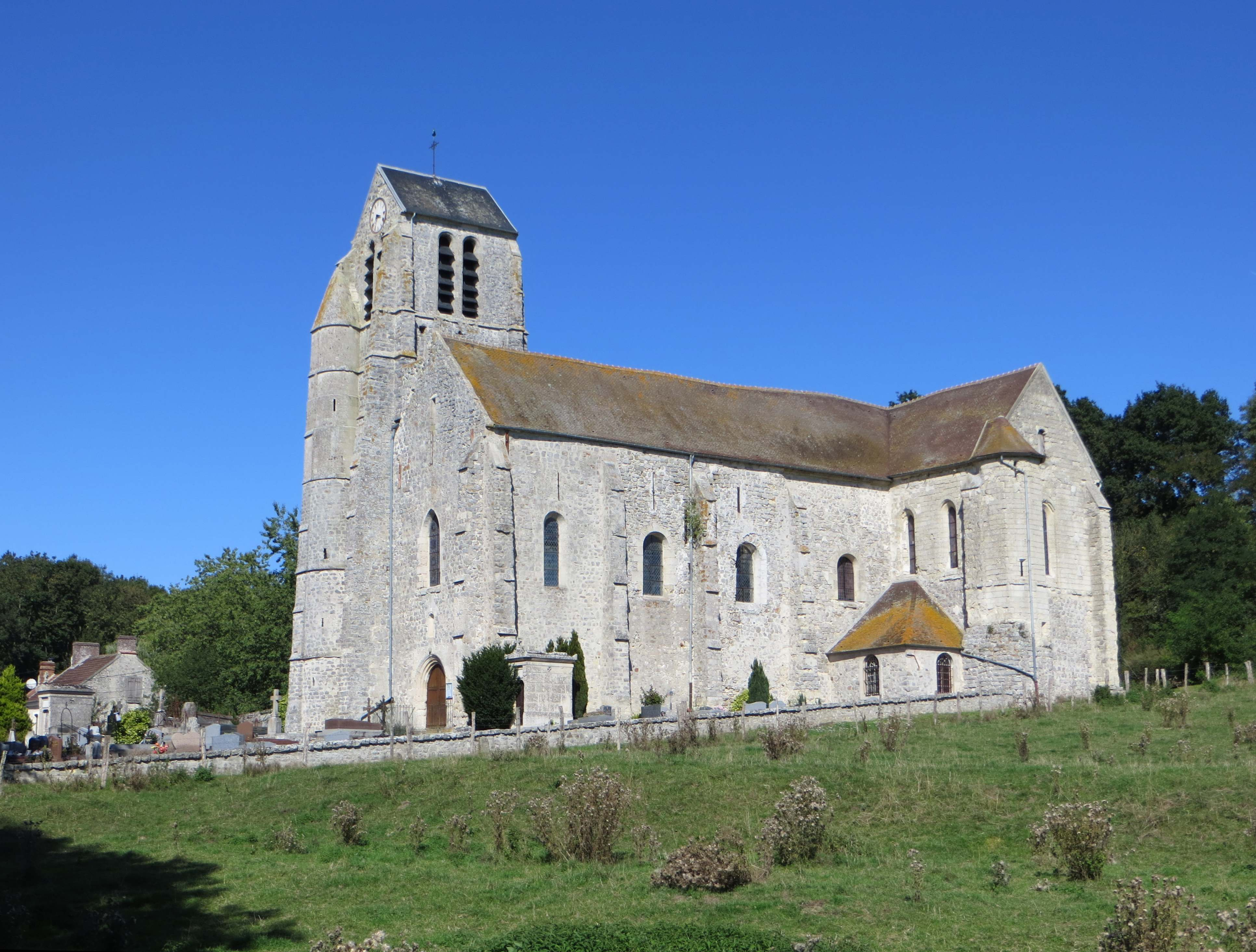
Église Saint-Pierre-et-Saint-Paul - Cloche de l'église sonnant 16 h : Fichier:Bouillancy - Cloche de l'église Saint-Pierre-et-Saint-Paul.ogg

Bouillancy compte un monument historique sur son territoire :
- Église Saint-Pierre-et-Saint-Paul, le Bas-Bouillancy, chemin de l'Église (classée monument historique en 2012[40]) :

Elle dresse sa silhouette massive au fond de la vallée de la Gergogne, loin du village, et est de dimensions imposantes par rapport à l'insignifiance du village. La raison est sans doute sa vocation d'église priorale et paroissiale à la fois jusqu'au début du XIVe siècle.
Austère et presque rustique à l'extérieur, elle présente une architecture gothique élégante et recherchée à l'intérieur. Son transept et son abside à sept pans comptent parmi les meilleures réalisations de la fin du XIIe et du premier quart XIIIe siècle dans les environs. La dernière travée de la nef a été bâtie en même temps, et fut munie de bas-côtés jusqu'en 1743. La première travée de la nef remonte elle aussi à cette même campagne, mais n'a jamais possédé de bas-côtés, et n'a pas été voûtée dans un premier temps. La raison semble être la réutilisation des murs gouttereaux de la vieille nef romane au niveau de la deuxième et de la troisième travée. Le voûtement d'ogives ne débuta que vers 1340 seulement, quand l'on monta des piliers engagés dans la nef, en commençant par l'ouest, mais la guerre de Cent Ans retarda l'achèvement jusqu'au siècle suivant. La plupart des fenêtres furent encore repercées ultérieurement.
Ainsi, la nef est une construction disparate, mais possède néanmoins des voûtes de belle facture, qui sont une bonne illustration de la transition du style rayonnant tardif vers le style gothique flamboyant. Également flamboyant, mais sans grand caractère, est le clocher à gauche de la façade occidentale, qui ne fut achevé qu'au début de la Renaissance, en 1552,.
Compte-tenu de son état, l'accès à l'église est interdite depuis juin 2020 afin d'assurer la sécurité du public.
Autrefois, il y avait également:
- Une ferme au champ, le Mitoy située à 1 kilomètre, au nord du bas Bouillancy.
- Une habitation importante à 2 kilomètres au nord-ouest de Gueux, les Grivobales.

### Personnalités liées à la commune
- Le plus ancien seigneur connu de Bouillancy est Adam, qui remet en 1154  à l'évêque de Meaux, la chapelle Saint-Quentin, située à deux lieues du village, près de laquelle a été fondée l'abbaye de Fontaines, qui relevait de l'ordre de Fontevrault[18]
- Guy de Nanteuil , descendant de Thibaud Ier de Crépy  était en 1185 seigneur de Bouillancy[18].
- Simon, châtelain de Béthisy, possédait cette terre en 1280[18].
- Hugues de Vaux, fils du seigneur de Saintines , comparait en 1540 à la réformation de la gruerie de Valois, où il est qualifié de propriétaire du Plessis-Bouillancy[18].
- Le marquis de Gribeauval avait la seigneurie vers le milieu du XVIIe siècle[18]
- André Tronchon, né à Bouillancy en 1781, est député de l'Oise pendant la Restauration et la monarchie de Juillet[44].

### Héraldique
| Blason de Bouillancy | Blason  | Tiercé en pairle renversé : au 1er de gueules à deux clés d'or passées en sautoir et à une épée basse d'argent brochant sur les clés, au 2e de sinople à trois épis de blé tigés et feuillés d'or, empoignés et liés de gueules, au 3e d'argent à trois fasces ondées d'azur et à une fleur de lys d'or brochant sur les fasces. |
| Blason de Bouillancy | Détails | Le statut officiel du blason reste à déterminer. |